# Бранимир Вуєвич
Бранимир Вуєвич (29 листопада 1974) — хорватський академічний веслувальник.
Бронзовий призер Олімпійських Ігор 2000 року в складі вісімки.
Переможець Середземноморських ігор 1997 року в складі розпашної четвірки.